# Abdulrahman Muhammad Babu
Abdulrahman Mohamed Babu, född 1924 på Zanzibar, död 5 augusti 1996 i London, var en revolutionär nationalist från Zanzibar. Babu, som innan sin död hade tillbringat flera år i London som en forskare, tjänade som ett statsråd i olika tanzaniska ministerium. Han återvände till Tanzania ett år före sin död efter exil i London sedan 1978 när han friades i en amnesti efter att ha dömts till döden 1973 för landsförräderi.
Han hade dömts till döden tillsammans med 34 andra personer. 23 andra frikändes för sina påstådda roller i mordet på den zanzibariska presidenten Sheikh Abeid Amani Karume år 1972. Babu och 12 andra fångar som hölls fängslade på fastlandet friades av den dåvarande presidenten Julius Nyerere i en amnesti år 1978 för att markera att fjorton år gått sedan Tanzania bildades 1964.